# Biogeokemiskt kretslopp
Ett biogeokemiskt kretslopp är inom ekologi och geovetenskap den cirkulation som varje grundämne, förening eller molekyl företar, då den färdas genom de biotiska och abiotiska delarna av ett ekosystem. Sådana cykliska kretslopp kan åskådliggöras i schematiska modeller som beskriver ämnets väg genom naturen. Alla ämnen som finns i organismer är delar av biogeokemiska kretslopp, och tiden som det tar för en molekyl att fullborda ett "varv" i cykeln kan ta olika lång tid, i många fall upp till flera miljoner år. De viktigaste kretsloppen eller cyklerna är:
- kolets kretslopp
- vattnets kretslopp
- kvävets kretslopp
- syrets kretslopp
- fosfors kretslopp
- svavlets kretslopp
- vätets kretslopp